# Oakover River
Der Oakover River ist ein Fluss in der Region Pilbara im Nordwesten des australischen Bundesstaates Western Australia.

## Geografie
Der Fluss entspringt nördlich der Wadara Range und westlich der Saltbush Range in der Nähe der Siedlung Junction Well. Dieses Gebiet liegt nördlich der Kleinen Sandwüste. Am Westrand eines Gebietes, über das die Aborigines der Martu einen Native Title halten, und entlang der Throssell Range, der Gregory Range und der Isabella Range fließt der Oakover River nach Norden, wo er sich südöstlich der Siedlung Callawa am Südwestrand der Großen Sandwüste mit dem Nullagine River vereinigt und den De Grey River bildet.

### Nebenflüsse mit Mündungshöhen
Nebenflüsse des Oakover River sind:
- Stag Arrow Creek – 436 m
- Christmas Creek – 389 m
- Carrowina Creek – 382 m
- Enacheddong Creek – 338 m
- Tongololo Creek – 333 m
- Gregory Creek – 315 m
- Pearana Creek – 315 m
- Macpherson Creek – 309 m
- Davis River – 269 m
- Boondamana Creek – 269 m
- Brumby Creek – 249 m
- Woodie Woodie Creek – 248 m
- Muddauthera Creek – 229 m
- Carawine Creek – 235 m
- Boodalgerri Creek – 222 m
- Midgengadge Creek – 212 m
- Wandy Wandy Creek – 209 m
- Yownama Creek – 203 m
- Tanguin Creek – 198 m
- Gingarrigan Creek – 186 m
- Vanadium Creek – 185 m
- Parsons Creek – 177 m
- Yilgalong Creek – 176 m

### Durchflossene Seen
Der Oakover River durchfließt etliche ganzjährig gefüllte Pools:
- Upper Tarra Tarra Pool – 295 m
- Tooncoonaragee Pool – 251 m
- Carawine Pool – 245 m
- Upper Carawine Pool – 239 m
- Midgengadge Pool – 215 m
- Yilgalong Pool – 174 m
- Cooracoorawine Pool – 171 m
- Chukuwalyee Pool – 165 m
- Calbine Pool – 156 m
- Toombingidgee Pool – 151 m
- Yulading Pool – 135 m
- Ngumberamooring Pool – 133 m

## Geschichte
Der erste Europäer, der den Oakover River entdeckte, war Francis Gregory. Sein Kollege Peter Warburton überquerte 1873 den Fluss auf einem Kamel festgebunden gegen Ende seiner Expedition durch die Große Sandwüste.
Die ursprünglichen Besitzer dieses Landes waren die Aborigines vom Stamme der Njamal oder Nyamal.